# Stasi
Ministerium für Staatssicherheit (MfS (dansk: Ministeriet for Statssikkerhed) i folkemunde Stasi (afledt af Staatssicherheit) var den primære sikkerheds- og efterretningstjeneste samt undersøgelsesorgan for "politiske forbrydelser" i DDR). I de første år anvendtes Staatssicherheitsdienst. Wilhelm Zaisser var den første Minister für Staatssicherheit, mens Erich Mielke besad posten fra 1957 til kommuniststyrets fald i 1989.

## 1950-90
Stasi blev grundlagt den 8. februar 1950 efter sovjetisk forbillede (KGB) og opløst som en konsekvens af den fredelige revolution i vinteren 1989/90. Stasis hovedkvarter lå i Lichtenberg i Østberlin. Foruden det omfattende bygningskompleks i Lichtenberg var der adskillige mindre lokaliteter ude i byen. Stasi er blevet omtalt som en af verdens mest effektive – og mest undertrykkende – sikkerheds- og efterretningstjenester. Mottoet var Schild und Schwert der Partei (dansk: "partiets skjold og sværd"), fordi statssikkerheden var et redskab for det magthavende kommunistparti Sozialistische Einheitspartei Deutschlands (SED) til at fastholde magten, blandt andet ved at overvåge borgerne.
Efterretningsvirksomheden baserede sig på et stort korps af spioner og meddelere. Stasis virksomhed var meget omtalt, men ikke konkret kendt af borgerne i DDR. Særligt omtalt er telefonaflytningen, der mistænkes for at have været total. Frem til midten af 1980'erne voksede Stasi til 91.000 ansatte og næsten 200.000 informanter, hvoraf nogle i Vesttyskland. Efterretningsaktiviteterne omfattede en massiv overvågning og registrering af østtyskerne og var kun i anden instans til udlandsspionage. Stasi havde magt på linje med, hvad der normalt ligger hos politi og statsadvokater, og var fra 1953 også militær med militær rang.
I Danmark oprettede Stasi flere afdelinger, og DDR's militære efterretningstjeneste havde en lang række agenter under den kolde krig. Indtil nu er der ikke påvist "topagenter" i det danske statsapparat, som der var i Vesttyskland. De krigsbørn med norsk mor og tysk far, der endte på børnehjemmet Kohren-Sahlis i Sachsen, blev bortadopteret i DDR, men norske myndigheder gik ikke med til adoptionsbevilling, fordi de blev nægtet at inspicere de hjem, børnene blev sendt til. Børnene voksede derfor op som norske borgere i DDR i en tid med fjendskab mellem Vesten og Østblokken, hvad der gjorde livet uhyre svært for dem. De fik heller ikke de norske pas, de havde krav på. I stedet udstyrede Stasi spioner med børnenes navne og identiteter og sendte i 1960'erne disse "gøgeunger" til de norske familier, som havde efterlyst dem og derfor modtog dem i den tro, at de var deres savnede børn.
Kort før genforeningen kom det frem, at Stasi havde støttet venstreekstremistiske terrororganisationer som Rote Armee Fraktion i Vesttyskland. Det var blandt andet sket ved, at Stasi siden 1980 havde givet eftersøgte terrorsigtede RAF-medlemmer dække og nye identiteter og ved våbenøvelser.

## Stasi-arkiverne
I december 1989 besatte østtyske borgerretsforkæmpere Stasi-kontorer, først i Leipzig så i andre Bezirke (kredse). Endelig skulle den forhadte tjeneste stilles til ansvar. Mens de regionale Stasi-enheder lå hen, fortsatte hovedkontoret i Berlin-Lichtenberg dog sit arbejde, nu omdøbt til Institutionen for national sikkerhed. Så kom der rygter om, at Stasi ville ødelægge sine arkiver for at slette alle spor. Borgerbevægelsen Neues Forum Berlin (= Nyt forum Berlin) organiserede den 10. januar 1990 en demonstration foran hovedkontoret i Berlin-Lichtenberg. Bevæbnet med spraydåser, kalk og mursten agtede folkemængden at mure bygningens indgange til, som indbyggerne i Erfurt havde gjort ved deres Stasi-kontor nogle uger forinden. Den militære statsadvokat og politiet inviterede aktivisterne ind til forhandlinger, men med en folkemængde på flere tusinde stående uden for begyndte man at frygte, at nogen ville komme til skade. En katolsk præst i borgerkomiteen bad om, at den ene port blev åbnet. Vagterne var uforberedte, og snart var begge porte åbnet. Tusindvis af demonstranter strømmede ind i den forhadte bygning, og snart blev et bjerg af sagsmapper offentliggjort. Et stort antal mapper – først og fremmest fra udlandsspionagen ledet af Markus Wolf - "manden uden ansigt" – var allerede slettet, men mange hylde-kilometer med sagsmapper afslørede alligevel overvågningens enorme omfang. Tre dage efter borgernes aktion blev Stasi/Institutionen for national sikkerhed formelt opløst efter ordre fra den østtyske ministerpræsident Hans Modrow.
Stasi-arkivet består af mapper, kartotekskort, film og lydbånd og udgør seksten hylde-kilometer. De dokumenter, der var forsøgt ødelagt, udgør ca. 16.000 propfyldte sække, som det vil tage år at rekonstruere, men medarbejdere prøver dagligt at pusle bidderne sammen. Offentliggørelsen af Stasis arkivmateriale betød mange ubehagelige overraskelser for østtyske borgere, hvis venner og familiemedlemmer havde været Stasi-spioner. Man beregner, at der i DDR var én ansat i sikkerhedsapparatet pr. 180 indbyggere.

## Stasi i Danmark
Berlingske Tidende undersøgte danske forbindelser i Stasi-arkiverne. Morten Jung-Olsen med dæknavnet "Lenz" blev arresteret. Selvom han havde spioneret mod EUs medlemslande, fortsatte han som ansat i samme organisation, hvad der gav grund til kritiske spørgsmål.

## Stasi i Norge
Omkring 300 Stasi-agenter rapporterede om norske forhold, 30 af dem var nordmænd. Nøglen til deres identitet befinder sig i Rosenholz-kartoteket, der er kommet i CIAs forvaring. Høyres stortingsrepræsentant Anders Werp har prøvet at få oplysninger frigivet. I juni 2014 sendte justitsminister Anders Anundsen (Frp) en henvendelse til den amerikanske ambassade med spørgsmål om indsyn. Arbeiderpartiet (Ap) og Sosialistisk Venstreparti (SV) forholdt sig tavse. Journalisten Alf R. Jacobsen mener, de centrale Ap-politikeres kontakt med østlandenes spionorganisationer er et af norsk politiks tabuer, da han i 2000 afslørede, at den daværende statsminister Jens Stoltenberg var forsøgt hvervet af KGB, og oplevede Aps bagatelliserende holdning til opdagelsen.

## Stasi i Sverige
Først 20 år efter, at Stasi-arkiverne var åbnet i Tyskland, gjorde det svenske sikkerhedspoliti (Säpo) modvilligt dele af sit arkiv over Stasi-belastede svenskere tilgængeligt for forskning. Professor Birgitta Almgren ved Södertörns högskola i Stockholm fik indsyn i materialet, men måtte love, aldrig at røbe navne eller tage kontakt med tidligere agenter. DDRs infiltration var langt mere omfattende, end Säpo troede. Mindst 53 svenskere har arbejdet for Stasi. Omkring 30 af dem kan betegnes som Stasi-agenter, nogle af ideologiske grunde, en del for at tjene penge. En kvinde udleverede oplysninger om sine naboer og sin ægtemand, om svensk politi og færgerne mellem Trelleborg og Sassnitz. En teolog spionerede på sine studentvenner, en dataekspert udleverede hemmelige dokumenter om højteknologi. Hele ni af de 53 omtalte personer var journalister. Henved 3.000 Stasi-rapporter blev skrevet om Sverige i årene 1950-89. Som bufferstat mellem øst og vest var Sverige af langt større interesse for DDR, end Säpo tænkte sig.

### Cats Falck-sagen
Svensk politi afskrev raskt sagen som en ulykke, efter at dykkere fandt bilen med den døde journalist Cats Falck og hendes veninde 29. maj 1985, på seks meters dyb i Hammarbyhavnen. Men folk reagerede på, at den tekniske undersøgelse var ufuldstændig, og at det ikke lod sig forklare, hvordan bilen var kommet over den høje kaj-kant. Ovenikøbet sad Falck, der ikke havde kørekort, ved rattet ved siden af Lena Gräns i dennes Renault 12. Falck var kommet på sporet af smugleri, hvor amerikansk højteknologi i strid med USAs forbud blev leveret til Aseas kraftværksudbygning i Sovjetunionen. Falck fandt også koblinger mellem Asea og et østtysk udenrigsfirma, kontrolleret af Stasi, hvor svensk politi havde beslaglagt en Asea-chefs brevveksling med firmaet.

## Retsopgøret
En del af opgøret med Stasi gik ud på at få Stasi-ansatte fjernet fra offentlig forvaltning. Der blev efterforsket mere end 30.000 sager mod tidligere medarbejdere. Det absolutte tilbagevirkningsforbud i tysk lovgivning skabte problemer – som under opgøret mod nazi-tidens forbrydere. Derfor blev det kun til omkring tyve domfældelser af Stasi-ansatte. Forbuddet kunne kun tilsidesættes ved alvorlige forbrydelser, som når der var blevet skudt efter flygtninge ved grænsen. På en måde blev hele DDR sat under tiltale. Indtrykket blev, at én stat dømte en anden, og at en del af befolkningen følte sig dømt af den befolkning, de nu skulle leve sammen med.
Den tysk-tyske enhedsaftale af 30. august 1990 fastholdt, at forbuddet mod love med tilbagevirkende kraft er absolut, og at det juridiske opgør skulle være i tråd med østtysk lovgivning. Kun der, hvor vesttysk lovgivning kunne føre til mildere straf, skulle denne gøres gældende. Ifølge østtysk lovgivning var skud mod mennesker, der prøvede at krydse grænsen, både "tilladt og påbudt"; men baseret på jurist og retsfilosof Gustav Radbruch  findes der en "lovmæssig uret", dvs. love så uretfærdige, at de er ugyldige. Radbruch anså de østtyske grænselove som en "lovmæssig uret". Princippet blev anvendt som begrundelse for at give en lov tilbagevirkende kraft, selv om enhedsaftalen i udgangspunktet forbød det. Tilbagevirkningsforbudet må ses i sammenhæng med Vesttysklands modvilje mod at retsforfølge nazi-forbrydere i 1950'erne, da det vesttyske retsvæsen i høj grad var infiltreret af tidligere nazister. Omvendt blev der i 1990'erne arbejdet hårdt for at muliggøre retsforfølgelse af system-kriminalitet begået i DDR. Dermed blev mange østtyskere siddende med en følelse af at være ofre for en sejrs-justits, og at det var vigtigere for Vesten at tage et opgør med kommunismen end med nazismen.

## Efter nedlæggelsen
Stasis arkiver forvaltes af en føderal institution, Die Bundesbeauftragte für die Unterlagen des Staatssicherheitsdienstes der ehemaligen DDR (BStU).  Arkivmaterialet er tilgængeligt for enkeltpersoner, institutioner og offentligheden ved forskere og journalister efter bestemte regler og under hensyntagen til beskyttelse af personlige oplysninger. Enhver er berettiget til at få at vide, om der findes arkivmateriale om én selv og til at få informationen frigivet.
Efter at Stasi blev nedlagt, omdannede en anti-stalinistisk gruppe de tidligere hovedkvarterer i Normannenstraße i Lichtenberg til museum. Museets stueetage er intakt og rummer mange statuer og flag, mens førstesalen rummer en lang række eksempler på Stasis avancerede overvågningsudstyr. På andensalen findes Erich Mielkes kontorer med det originale møblement fra 1960'erne. Der er desuden indrettet en café. Øverste etage viser modstanden mod Stasi fra 1945 til Østtysklands fald i 1989 og en fængselscelle.
I november 2007 afholdt Center for Koldkrigsstudier ved Syddansk Universitet i Odense en konference, "Hauptverwaltung A. Geschichte. Aufgaben. Einschichten", hvor en lang række anerkendte forskere som prof. Dr. Nigel West, Dr. Robert Gerald Livingston og prof. Dr. Michael Scholz, gav deres bidrag til forskningsfeltet om Stasis udenlandske aktiviteter. Konferencen var den første af sin slags, hvor tidligere ledende medlemmer af Stasis udlandsgren Hauptverwaltung A blev konfronteret med forskerne. Konferencen vakte mange følelser ikke mindst i Tyskland. Det kunne ses i de tyske mediers dækning af konferencen. Det har specielt at gøre med Tysklands historiske situation omkring Vergangenheitsbewältigungs-traditionen,  som typisk relateres til anden verdenskrig. Problematikken ligger i den historiske afstand til DDR's fredelige revolution og genforening med Vesttyskland (BRD).
Den Oscar-vindende tyske film De Andres Liv (Das Leben der Anderen) fra 2007 portrætterer en Stasi-agents overvågning af en forfatter.

## Kendte agenter
- Ibrahim Böhme
- Günter Guillaume
- Manfred Stolpe
- Christa Wolf
- Martin Kirchner
- Robin Pearson
- Vic Allen
- Wolfgang Schnur

### Kendte danske agenter
- Flemming Sørensen
- Klaus Lorenzen
- Morten Jung-Olsen